# Daniel Huntington

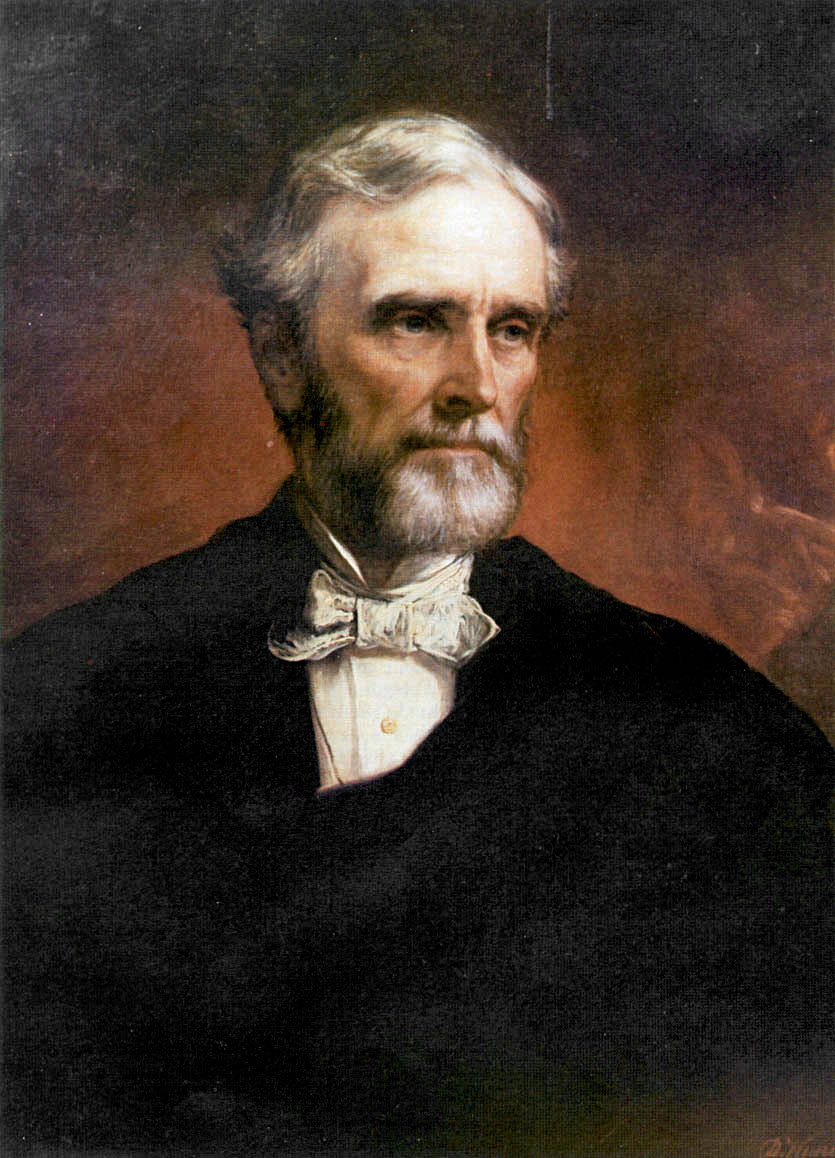
Portret van Jefferson Davis (1874)

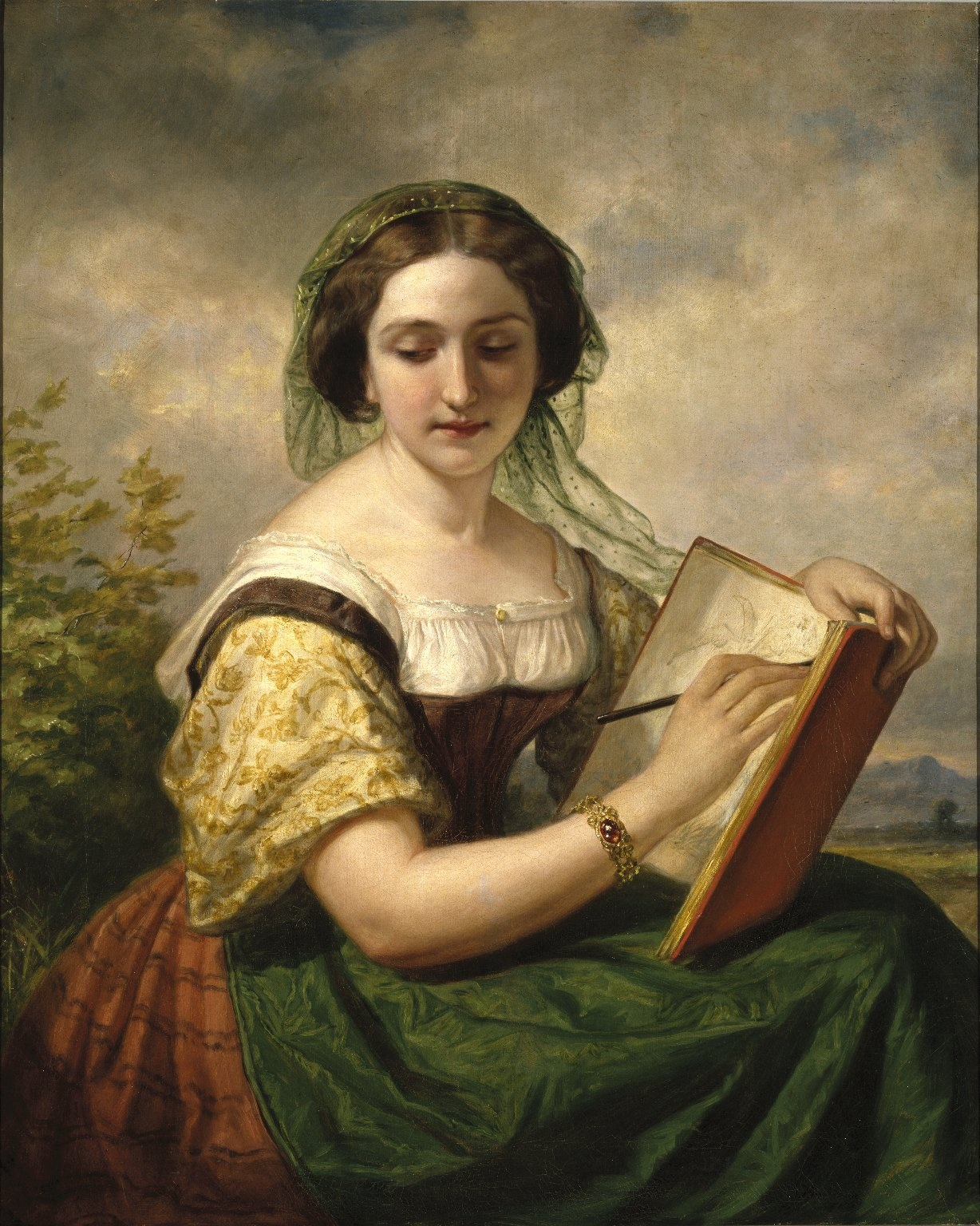
The Sketcher: A Portrait of Mlle Rosina, a Jewess (1858)

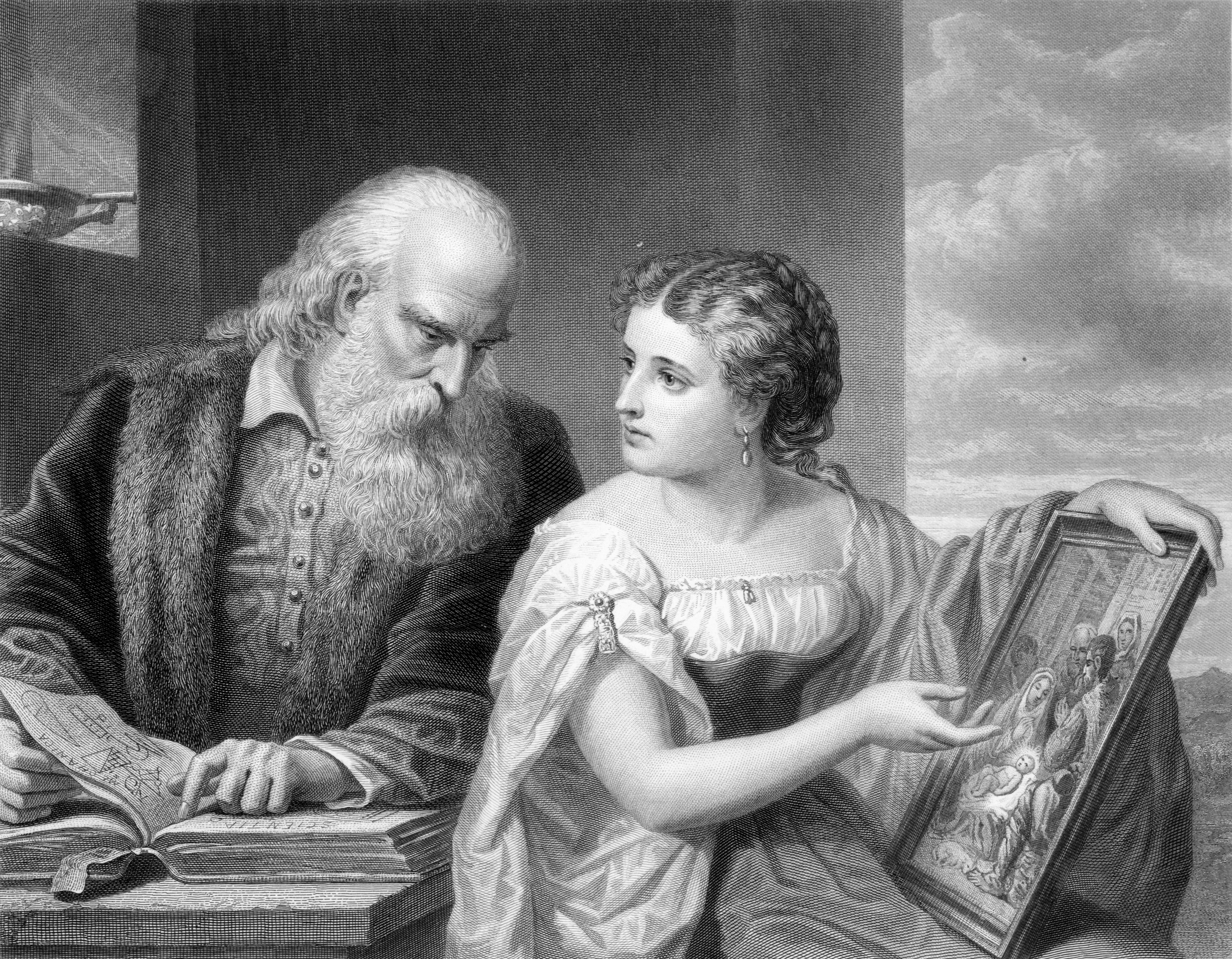
Gravure naar Huntingtons Philosophy and Christian Art (1868)

Daniel Huntington (New York, 4 oktober 1816 - aldaar, 19 april 1906) was een Amerikaanse kunstschilder, hoofdzakelijk bekend om zijn portretten van vooraanstaande 19e-eeuwse Amerikanen.

## Werk
Enkele van zijn belangrijkste werken zijn:
- The Florentine Girl (1850)
- Early Christian Prisoners (1850)
- The Shepherd Boy of the Campagna (1850)
- The Roman Penitents (1850)
- Christiana and Her Children
- Queen Mary signing the Death-Warrant of Lady Jane Grey (1850)
- Feckenham in the Tower (1850)
- Chocorua (1860)
- Republican Court in the Time of Washington (1861)
- Sowing the Word (1869)
- St Jerome (1870)
- Juliet on the Balcony (1870)
- The Narrows, Lake George (1871)
- Titian Clement VII and Charles V at Bologna (1878)
- Philosophy and Christian Art (1878)
- Goldsmith's Daughter (1884)

Zijn voornaamste portretten zijn: 
- President Lincoln in de Union League Club, New York;
- Rector magnificus Ferris van New York University;
- Sir Charles Eastlake en de graaf van Carlyle  (eigendom van de New York Historical Society);
- President Van Buren in de Staatsbibliotheek te Albany;
- Benjamin Peirce in de Harvard Portret Galerij;
- James Lenox in de Lenoxbibliotheek ;
- Louis Agassiz (1856-1857);
- William Cullen Bryant (1866);
- John Adams Dix (1880) en John Sherman (1881).

## Leven
Huntington studeerde aan Yale waar hij les kreeg van onder anderen Samuel F. B. Morse (die ook een verdienstelijk schilder was). Uit die tijd stammen A Bar-Room Politician en A Toper Asleep. Ander bekend jeugdwerk zijn zijn romantische landschappen in de stijl van de Hudson River School. In 1839 ging hij naar Europa waar hij Engeland, Florence, Parijs en Rome bezocht. Terug in de Verenigde Staten schilderde hij een van zijn beroemdste werken: het allegorische schilderij Mercy's Dream. Hij raakte geïnteresseerd in religieuze onderwerpen en begon met het illustreren van The Pilgrim's Progress. In 1844 ging hij weer naar Rome.
Na zijn terugkeer in New York (1846), legde hij zich toe op portretten, hoewel hij ook religieuze en historische onderwerpen behandelde. Huntington was voorzitter van de National Academy of Design van 1862 tot 1870, en later weer van 1877-1890.
- Biblioteca Nacional de España: XX5557576
- Gemeinsame Normdatei: 129355194
- International Standard Name Identifier: 0000 0000 6681 0816
- Library of Congress Control Number: nr91002048
- Nationale Bibliotheek van Israël: 987007361973605171
- RKD-Nederlands Instituut voor Kunstgeschiedenis: 40671
- Système universitaire de documentation: 136837069
- Union List of Artist Names: 500017937
- Virtual International Authority File: 23216629
- WorldCat: E39PBJgmPqGyrQQHMyVWqGqqQq